# Bibliothèque de Roihuvuori
La bibliothèque de Roihuvuori (finnois : Roihuvuoren kirjasto) est une bibliothèque de la section Roihuvuori du quartier d'Herttoniemi à Helsinki en Finlande,, .

## Présentation
La bibliothèque de Roihuvuori a été fondée en 1958.
La même année, le bâtiment de la bibliothèque en briques rouges conçu par l'architecte Claus Tandefelt a été achevé. Il a été rénové en 2013,.
Elle appartient au même ensemble que l'école primaire de Porolahti construite en 1956 et conçue par Claus Tandefelt.

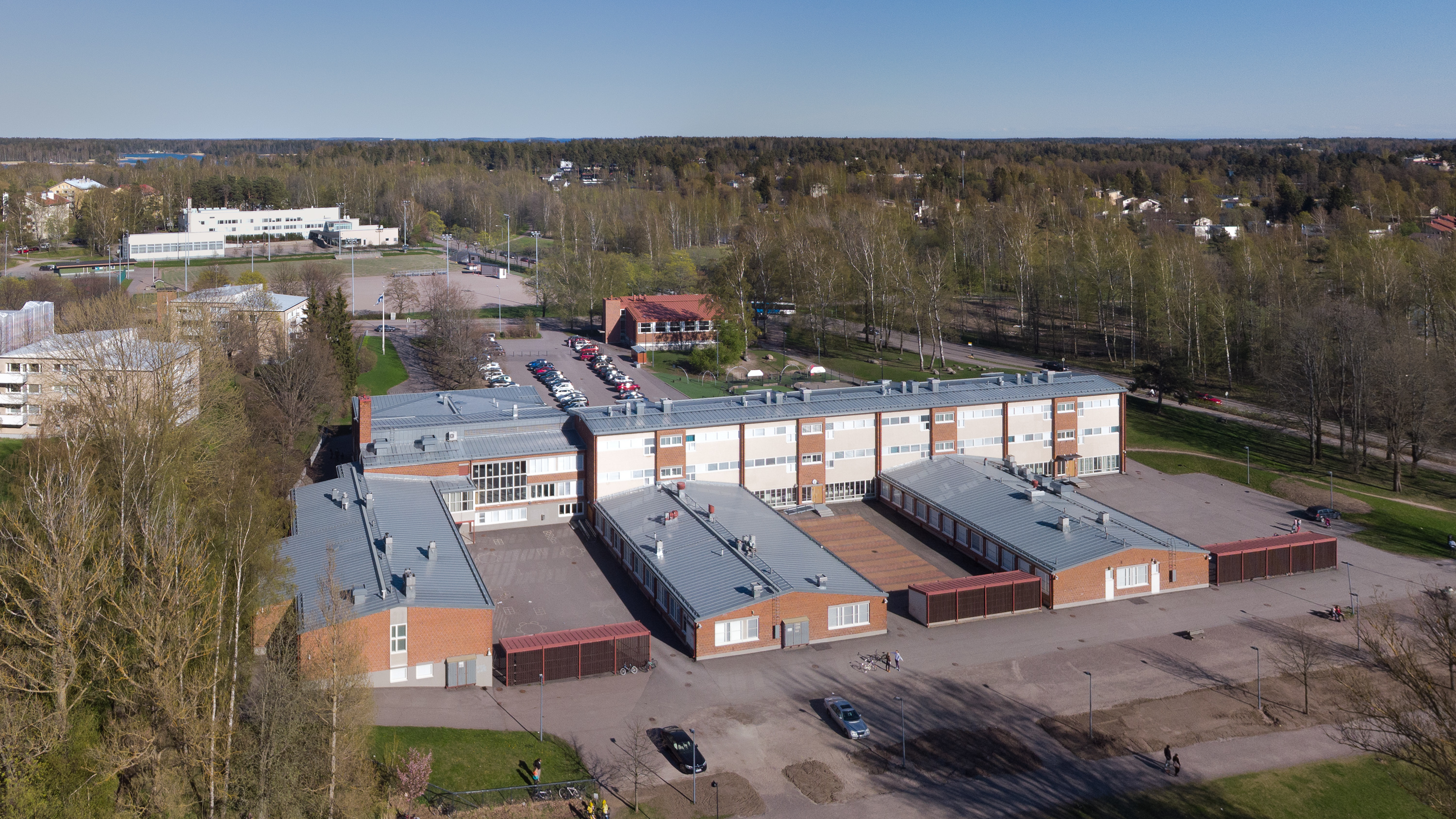
L'école primaire de Porolahti.

## Groupement Helmet de bibliothèques
La bibliothèque de Roihuvuori fait partie du groupement Helmet, qui est un groupement de bibliothèques municipales d'Espoo, d'Helsinki, de Kauniainen et de Vantaa ayant une liste de collections commune et des règles d'utilisation communes.